# Gène de dilution
Un gène de dilution est un gène qui a pour particularité d'éclaircir la couleur de robe de certains animaux. Il existe de très nombreux exemples chez les espèces animales, notamment chez le cheval qui possède le gène crème, le gène champagne et le gène dun.